# Andrea Lanza
Andrea Lanza (Pecetto Torinese, 1947) è un musicologo italiano.

## Biografia
Laureatosi in lettere e filosofia all'Università degli Studi di Torino nel 1971, è stato docente di storiografia musicale all'Università degli Studi di Macerata dal 1987 al 1993; nel 1989 ha collaborato con Marco De Natale alla fondazione della Società Italiana di Analisi musicale (SIdAM) e alla direzione della rivista Analisi. Dal 1993 al 2011 ha insegnato storia della musica e storiografia musicale al Conservatorio Giuseppe Verdi di Torino, di cui è stato anche direttore della biblioteca, dei fondi storici e, dal 1997, della collana "Musiche inedite e rare del '900". Presidente del Centro Studi Musicali "Carlo Mosso" di Torino, è autore di pubblicazioni sul Novecento musicale (Hindemith, Gian Francesco Malipiero, Webern, le avanguardie contemporanee), sulla musica di Franz Joseph Haydn, di analisi e filologia musicale, tutti campi nei quali è annoverato fra gli specialisti italiani. Collabora con la Fondazione Teatro Regio di Torino, con la rivista Il Saggiatore Musicale e alla redazione di Civiltà Musicale.

## Pubblicazioni

### Monografie
- "Il secondo Novecento", in Società Italiana di Musicologia (a cura di), Storia della musica, Torino, EDT, 1980, vol. 10º. ISBN 88-7063-014-5. 2ª ed. riveduta, 1983. Nuova ed. ampliata, riveduta e corretta: 1991, vol. 12º. ISBN 88-7063-115-X.[3]

Edizione spagnola a cura di  Andrés Ruiz Tarazona: El Siglo XX, Madrid, Turner, 1986. ISBN 84-7506-186-9.

### Articoli
- "Libertà e determinazione formale nel giovane Hindemith", in Rivista italiana di musicologia, n. 5, 1970, pp. 234-291.
- "Ricerche sul folclore musicale. Le canzoni piemontesi", in Parole e metodi. Bollettino dell'Atlante linguistico italiano, n. 1, 1971, pp. 59-78.
- "Le avanguardie musicali del secondo dopoguerra" (con Stefano Leoni), in Alberto Basso (a cura di), Storia della musica, Torino, Utet, 2004. ISBN 88-02-06215-3.
- (EN)  "An Outline of Italian Instrumental Music in the 20th Century", in Sonus. A Journal of Investigations into Global Musical Possibilities, 29/1, 2008, pp. 1-21.

### Curatele
- Lorenzo Bianconi, Franco Alberto Gallo, Andrea Lanza, Lewis Lockwood e Pierluigi Petrobelli (a cura di), Studi in onore di Nino Pirrotta, Firenze, Olschki, 1976. ISBN 978-88-222-1368-6.
- Giorgio Federico Ghedini, Ricercare super "Sicut cervus desiderat ad fontes aquarum" per pianoforte (1944-56) (a cura di Andrea Lanza, introduzione di Stefano Parise), Torino, Lycos Edizioni Musicali, 1998.[5]
- Haydn (antologia di saggi a cura di Andrea Lanza), Bologna, Il Mulino, 1999. ISBN 88-15-07219-5.[6]
- Giorgio Federico Ghedini, Musiche per un documentario sulla costruzione dello stabilimento Fiat Mirafiori (1939-40) (ricostruzione degli abbozzi e introduzione a cura di Andrea Lanza e Stefano Parise), Torino, Zedde, 2000.[7]
- Haydn. Due ritratti e un diario (a cura di Andrea Lanza ed Enzo Restagno), Torino, EDT, 2001. ISBN 88-7063-577-5. È l'edizione italiana (trad. di Anna Rastelli) annotata delle biografie haydniane di Georg August Griesinger e Albert Christoph Dies (1810) e dei diari londinesi dello stesso Haydn (1791-1795).[8]
- Leone Sinigaglia, 36 vecchie canzoni popolari del Piemonte per canto e pianoforte (1914-27) (ristampa riveduta dell'edizione di Lipsia, 1914-1927, a cura di Lidia Benone Giacoletto e Andrea Lanza), Torino, Zedde, 2002.[9]
- Leone Sinigaglia, La raccolta inedita di 104 canzoni popolari piemontesi con accompagnamento per il pianoforte (revisione a cura di Andrea Lanza), Torino, Zedde, 2003. ISBN 88-88849-02-5.[10]
- Un compositore gobettiano fra la città e Viù. Marco Gandini musicista e la cultura a Torino fra le due guerre (atti della giornata di studio, Torino, 18 marzo 2001, a cura di Andrea Lanza), Lanzo Torinese, Società Storica delle valli di Lanzo, 2004.[11]